# Dom Technika w Tarnowie
Kamienica przy Rynku 10 w Tarnowie (szerzej znana jako Dom Technika) – zabytkowy budynek znajdujący się w południowej pierzei Rynku na Starym Mieście w Tarnowie. Jego historia sięga II poł. XVIII wieku. Współcześnie, w świadomości lokalnych mieszkańców, funkcjonuje jako siedziba tarnowskiego NOT-u, za sprawą czego nazywany jest Domem Technika.

## Lokalizacja
Kamienica, zwana Domem Technika, zlokalizowana jest w zespole zwartej zabudowy południowej pierzei tarnowskiego Rynku, nieopodal jego południowo-wschodniego narożnika. Budowlę wzniesiono na wąskiej parceli, ograniczonej od południa opadającą stromo skarpą z pozostałościami dawnych miejskich murów obronnych. Od wschodu przylega do niej kamienica przy Rynku 11, natomiast od zachodu – kamienica przy Rynku 9.

## Historia

### Początki, okres do II wojny światowej
Współczesny Dom Technika wzniesiono w miejscu starszej zabudowy. Pierwotną, wyznaczoną tu działkę lokacyjną w XVI wieku podzielono na dwie mniejsze parcele. Następnie powstały na nich dwa drewniane budynki – oddzielne, prawdopodobnie parterowe oraz podpiwniczone. Obiekty te przypuszczalnie częściowo przekształcono w XVII wieku.
Oba budynki spłonęły w pożarze z 1738 roku. Wiadomo, że były podpiwniczone oraz wyposażone w sklepione izby na parterze, wykorzystywane do celów handlowych. Należały do tarnowskich mieszczan: Boguckiego oraz Jasikowskiego. Zniszczone obiekty odbudowano w II poł. XVIII wieku – na pewno przed 1796 rokiem. W wyniku robót scalono je w jedną, większą kamienicę. W tym celu zabudowano pustą przestrzeń pozostałą między nimi. W ramach prac przypuszczalnie nadbudowano także nowe piętro, a w podwórzu wybudowano trzy oficyny – dwie boczne (wschodnią i zachodnią) oraz jedną tylną, postawioną przy południowej granicy działki.
W 1814 roku budynek uległ znacznemu uszkodzeniu w wyniku pożaru miasta. Całkowicie spłonęły dwie oficyny, zachowała się tylko jedna – murowana, zachodnia. Między 1816 a 1848 rokiem przebudowie poddano wnętrze kamienicy oraz odbudowano, już w murowanej formie, jej oficyny. Prace te prawdopodobnie prowadzono równocześnie. W II poł. XIX wieku wnętrze obiektu zyskało ponadto dekorację malarską.
Około 1816 roku właścicielem budynku był Jan Grösser. W latach 1850–1880 jego nieznana część należała do kilku rodzin żydowskich, w tym Osterwailów, Lesserów oraz Blonderów. W 1884 roku obiekt wymieniono jako własność Altera Spiegla.
W 1921 roku kamienica powtórnie należała do rodziny Lesserów. Wtedy też orzeczono jej bardzo zły (fatalny) stan techniczny. Rok później kolejny właściciel, Ozjasz Bleiweiss, zapoczątkował serię jej gruntownych remontów. Najpierw robotom poddano główny budynek, gdzie w sieni zastąpiono dotychczasowe sklepienia stropem Kleina. Następnie, w latach 1931–1932, cały obiekt – łącznie z oficynami – został gruntownie przebudowany. Zmiany były szeroko zakrojone: nadbudowano drugie piętro oraz, według projektu Edwarda Okonia, uformowano elewację, zachowaną w swej formie do dzisiaj. Pracami w oficynach kierował natomiast Maksymilian Einhorn.
W dwudziestoleciu międzywojennym budynek spełniał funkcję mieszkalno-handlową; znajdowały się w nim sklepy oraz mieszkania czynszowe. Ponadto w 1928 roku swoją siedzibę miało tu stowarzyszenie Chewre Szamiri Lobokier.

### Od II wojny światowej do współczesności
12 marca 1958 roku kamienica stała się własnością Skarbu Państwa. W 1962 roku wykonano remont jej elewacji.
Za sprawą pomysłu prezesa tarnowskiego oddziału Stowarzyszenia Elektryków Polskich (SEP), Henryka Ziemnickiego, lokalne oddziały organizacji technicznych zaczęły dążyć do uzyskania własnej, dobrze ulokowanej siedziby. Już w 1978 roku podmioty związane z Naczelną Organizacją Techniczną (NOT) podjęły decyzję o przeznaczeniu kamienic przy Rynku 10 oraz 11 na cele przyszłego Domu Technika. Władze Tarnowa przekazały zatem kamienicę na potrzeby wojewódzkiego oddziału NOT-u; organizacji ostatecznie nie udało się pozyskać kamienicy przy Rynku 11.
W latach 1978–1986 lub 1979–1985 (właściwie od 1982 roku) krakowskie Pracownie Konserwacji Zabytków przeprowadziły gruntowny remont konserwatorski całego obiektu. Zrekonstruowano wtedy polichromię wnętrza oraz rozebrano zbędne obiekty, w tym zachodnią oficynę. Remont ten był częścią procesu adaptacji kamienicy do celów NOT-u.
15 listopada 1985 roku zorganizowano oficjalne, uroczyste otwarcie Domu Technika w obecności władz lokalnych oraz przedstawicieli organizacji, w tym Zarządu Głównego SEP.
W 1995 roku budynek został wpisany do rejestru zabytków nieruchomych ówczesnego województwa tarnowskiego (nr rejestru A-383 z dnia 4 maja 1995 roku).
Od 2022 roku istnieją plany wystawienia pomnika Jana Szczepanika, wynalazcy związanego z Tarnowem, tuż przy wejściu do Domu Technika. Pomysłodawcą takiej inicjatywy jest NOT. Instytucja, po problemach i odwołaniu do Ministerstwa Kultury i Dziedzictwa Narodowego, otrzymała pozwolenie konserwatora zabytków na jego wykonanie. Według planów rzeźba miałaby powstać najpóźniej do 2026 roku.
Według systemu REGON w kwietniu 2025 roku budynek pełnił funkcję siedziby tarnowskiego oddziału NOT-u oraz regionalnych oddziałów innych stowarzyszeń technicznych, w tym Stowarzyszenia Elektryków Polskich, Stowarzyszenia Inżynierów i Techników Mechaników Polskich, Stowarzyszenia Naukowo-Technicznego Inżynierów i Techników Rolnictwa, a także Polskiego Zrzeszenia Inżynierów i Techników Sanitarnych. Ponadto działa tu Browar Tarnowski.

## Architektura
Kamienica jest przykładem wielokrotnie przebudowywanego obiektu handlowo-mieszkalnego. Skonstruowano ją na planie zbliżonym do kwadratu, uzupełnionym wąską, jednopiętrową oficyną o amfiladowym układzie pomieszczeń. Jest dwupiętrowa, trzytraktowa i podpiwniczona; w jej rzucie wyróżnia się przechodnia sień.
Budynek ma powierzchnię użytkową liczącą około 330 m², przy kubaturze równej 4500 m³. Mieści się w nim 8 pomieszczeń określonych mianem izb mieszkalnych, ponadto 3 inne, nieokreślone, a także 4 komory piwniczne. Współcześnie funkcjonują w nich m.in. biura oraz przestrzenie usługowo-gastronomiczne.
Według stanu z 1995 roku obiekt wyposażony jest w instalację wodną i elektryczną oraz centralne ogrzewanie z sieci miejskiej. Jego właścicielem był wówczas Urząd Miasta Tarnowa.

### Charakterystyka
Budynek posadowiono na ławach fundamentowych składających się z kamienia i cegły, spojonych zaprawą wapienno-piaskową. Istnieją piwnice znajdujące się pod sienią oraz traktami użytkowymi. Konstrukcja ich ścian również łączy w sobie łamany kamień oraz, w swojej górnej części, fragmenty murowane z cegły. Pomieszczenia piwniczne nakryte są sklepieniami kolebkowymi oraz żaglastymi. Posadzkę ułożono w nich z kamiennych płyt. Są to najstarsze części obiektu, z fragmentami pochodzącymi jeszcze z przełomu I połowy XVI wieku, choć z późniejszymi przebudowami, m.in. po pożarach.
Ściany kamienicy skonstruowano z cegły pełnej. Są tynkowane, wewnątrz – tynkami wapiennymi. W niektórych pomieszczeniach I piętra zachowała się także dawna dekoracja malarska z II poł. XVIII wieku (według innego źródła – II poł. XIX wieku).
Elewacja frontowa przyjmuje formę eklektyczną, naznaczoną elementami kompozycji klasycystycznej. Jest czteroosiowa; dopełniają ją nieregularnie rozmieszczone otwory okienne oraz gzymsy działowe, oddzielające poszczególne piętra. Całość zwieńczono wydatnym gzymsem koronującym, znajdującym się pod okapem dachu. Dolną część fasady wyróżnia dekoracja złożona z rowków ułożonych w dwojaki sposób: poziomych oraz dopełniających nadproże bramy w formie uwypuklających ją klińców. Otwory okienne są kwadratowe i ujęte w profilowane obramienia. Wyróżniają je solidne podokienniki oraz płycinowe dekoracje umieszczone poniżej nich, a okna drugiego piętra zwieńczone są gzymsami odcinkowymi. Istotnym elementem całej kompozycji jest także ciężka, dwuskrzydłowa i płycinowa brama, zamknięta łukiem odcinkowym. Zachowały się przy niej kamienne odbojnice.
Elewacja tylna ukształtowana jest bliźniaczo do fasady. Jest jednak zabudowana oficyną, ponadto na pierwszym piętrze umieszczono w niej balkon o metalowej, ażurowej balustradzie. Elewacje oficyny są identyczne do poprzednich.
Okna są dwuskrzydłowe i sześciopolowe, z podwójną stolarką. Otwory drzwiowe są prostokątne. Ich stolarka jest płycinowa, zależnie od pomieszczenia jedno- lub dwuskrzydłowa. Skrzydła drzwiowe osadzone są w skrzynkowych ościeżnicach.
Podłogi w częściach biurowych na wszystkich piętrach są parkietowe, w sieni ułożone z płyt ceramicznych, natomiast w pomieszczeniach magazynowych oraz sanitarnych wykonano je z płytek.
Kamienicę nakryto dachem siodłowym. Pokrycie dachowe wykonano z dachówki ceramicznej. Od południa w dachu umieszczone są cztery facjatki, przykryte dwuspadowymi daszkami. Dach oficyny jest trójspadowy i również pokryty dachówką. Jego konstrukcja opiera się na więźbie krokwiowo-płatwiowej.